# Rinyaújnép
Rinyaújnép là một thị trấn thuộc hạt Somogy, Hungary. Thị trấn này có diện tích 8,28 km², dân số năm 2010 là 48 người, mật độ 6 người/km².